# Doramundo
Doramundo é um filme brasileiro de 1978, dirigido por João Batista de Andrade.

## Sinopse
O filme mostra a mudança provocada na rotina e no comportamento dos habitantes de uma pequena cidade ferroviária do interior de São Paulo por uma sucessão de mortes estranhas. A Companhia que explora a estrada de ferro resolve intervir temendo a repercussão jornalística dos acontecimentos.